# Cognocoli-Monticchi
Cognocoli-Monticchi é uma comuna francesa na região administrativa de Córsega, no departamento de Córsega do Sul. Estende-se por uma área de 35,77 km². 